# Dawka skuteczna (promieniowanie)
Dawka skuteczna, dawka efektywna {\displaystyle E_{H}} – suma wszystkich równoważników dawki zarówno od narażenia zewnętrznego, jak i wewnętrznego, we wszystkich narządach i tkankach z uwzględnieniem współczynników wagowych poszczególnych narządów i tkanek. Dawka skuteczna określa stopień narażenia całego ciała na promieniowanie nawet przy napromieniowaniu tylko niektórych partii ciała. Określa się ją wzorem:
{\displaystyle E_{H}=\sum _{T}\ w_{T}H_{T}=\sum _{T}\ w_{T}\sum _{R}\ w_{R}D_{T,R}}
gdzie:
{\displaystyle H_{T}} – równoważnik dawki pochłoniętej dla tkanki T
{\displaystyle w_{T}} – współczynnik wagowy tkanki T
{\displaystyle w_{R}} – współczynnik wagowy promieniowania R
{\displaystyle D_{T,R}} – średnia dawka pochłonięta promieniowania R przez tkankę T.
Jednostką dawki skutecznej w układzie SI jest siwert (Sv).
Dawka graniczna (graniczna wartość dawki skutecznej) dla ogółu ludności (wyłączając osoby zawodowo narażone na działanie promieniowania jonizującego) wynosi 1 mSv/rok ponad promieniowanie tła. Jeśli wartość tła naturalnego nie jest ustalona, przyjmuje się pewną wartość odniesienia. W Polsce wynosi ona 2,4 mSv/rok.
Dawka graniczna dla osób zawodowo narażonych na działanie promieniowania jonizującego i zakwalifikowanych do kategorii A wynosi 20 mSv/rok, przy czym dawka skuteczna może zostać przekroczona i wynieść w ciągu roku maksymalnie 50 mSv pod warunkiem, że w ciągu kolejnych pięciu lat dawka skuteczna wyniesie łącznie nie więcej niż 100 mSv. Dawka graniczna dla osób zawodowo narażonych na działanie promieniowania jonizującego i zakwalifikowanych do kategorii B wynosi 6 mSv/rok.